# Маланчук Любомир Михайлович
Любоми́р Миха́йлович Маланчу́к (30 червня 1935, с. Кабарівці, нині Тернопільського району Тернопільської області, Україна — 3 вересня 2019[джерело?]) — український радянський компартійний функціонер і господарник, український громадський діяч, господарник. Кандидат економічних наук (1974). Голова Тернопільської обласної ради (1990).

## Життєпис
Закінчив Львівський зооветеринарний інститут (1959, нині національний університет ветеринарної медицини та біотехнологій). Працював зоотехніком, головним зоотехніком Великоглибочецької райсільгоспінспекції (нині с. Великий Глибочок Тернопільського району), головним державним інспектором Великоглибочецького району Тернопільської області 1962 — головник зоотехнік-інспектор Зборівського, від 1965 — начальник Гусятинського виробничого колгоспно-радгоспного управлінь.
Від 1968 — 1-й секретар Гусятинського районного комітету КПУ; від 1980 — 1-й заступник голови виконкому Тернопільської обласної ради.
Від 1986 — директор Тернопільського відділення Всесоюзного інституту тваринництва (від 1999 — Тернопільський інститут агропромислового виробництва).
Голова Тернопільської обласної ради 27 червня 1990 — 26 липня 1990
Був заступником директора, начальником відділу економіки Тернопільського інституту агропромислового виробництва.

## Нагороди
- Орден Жовтневої Революції,
- Орден Трудового Червоного Прапора (2) та інші.